# Zamas
Zama es un barrio ubicado en el municipio de Jayuya en el estado libre asociado de Puerto Rico. En el Censo de 2010 tenía una población de 499 habitantes y una densidad poblacional de 76,67 personas por km².

## Geografía
Zamas se encuentra ubicado en las coordenadas 18°11′15″N 66°36′20″O / 18.18750, -66.60556. Según la Oficina del Censo de los Estados Unidos, Zamas tiene una superficie total de 6.51 km², que corresponden a tierra firme.

## Demografía
Según el censo de 2010, había 499 personas residiendo en Zamas. La densidad de población era de 76,67 hab./km². De los 499 habitantes, Zamas estaba compuesto por el 90.98% blancos, el 6.01% eran afroamericanos, el 1.4% eran de otras razas y el 1.6% pertenecían a dos o más razas. Del total de la población el 99.6% eran hispanos o latinos de cualquier raza.